# Хатчисон, Даг
Дуглас Энтони Хатчисон (англ. Douglas Anthony Hutchison, род. 26 мая 1960, Довер) — американский актёр.

## Биография
Дуглас Энтони Хатчисон родился 26 мая 1960 года в городе Довер, штат Делавэр, США. Даг — сын Эшли и Ричарда Хатчисонов, имеет младшего брата по имени Эрик. Большую часть детства он провел в Детройте, штат Мичиган и Миннеаполисе, штат Миннесота. После, он переехал в Нью-Йорк, где в течение двух лет учился у актёра Сэнди Мейснера.

### Карьера
Даг начал сниматься в кино с конца 1980-х годов. Самыми известными его фильмами являются: «Зелёная Миля», «Каратель: Территория войны», «Море Солтона», «Отправь их в ад, Мэлоун!», «Я — Сэм», «Время убивать». Снялся в 7 эпизодах телесериала «Остаться в живых» и имел эпизодические роли в сериалах: «Секретные материалы», «C.S.I.: Место преступления», «Обмани меня», «24 часа», и другие.

### Личная жизнь
В 2003 году Даг женился на девушке Аманде, которая потом взяла его фамилию и носила имя Аманда Хатчисон. В 2005 году они развелись.
В 2011 году Хатчисон объявил о женитьбе на 16-летней певице Кортни Алексис Стодден. 1 ноября 2013 года, СМИ сообщили, что Стодден и Хатчисон расстались после двух с половиной лет брака, и подали на развод. Однако, уже в августе 2014 года пара помирилась.  В мае 2016 года было объявлено, что пара ожидает своего первого ребёнка, но в июле 2016 года Стодден перенесла выкидыш. Пара официально развелась в 2020 году.

## Фильмография
| Год       |    | Русское название                    | Оригинальное название             | Роль                            |
| --------- | -- | ----------------------------------- | --------------------------------- | ------------------------------- |
| 1988      | ф  | Свежие лошади                       | Fresh Horses                      | Спролс                          |
| 1988      | ф  | Шоколадная война                    | The Chocolate War                 | Оби                             |
| 1992      | ф  | Газонокосильщик                     | The Lawnmower Man                 | охрана                          |
| 1993—1994 | с  | Секретные материалы                 | The X Files                       | Юджин Виктор Тумс               |
| 1995—1996 | с  | Космос: Далёкие уголки              | Space: Above and Beyond           | Элрой-Еи                        |
| 1996      | ф  | Время убивать                       | A Time to Kill                    | Джеймс Луис «Пит» Уиллард       |
| 1996      | ф  |                                     | Love Always                       | Джеймс                          |
| 1997      | ф  | Воздушная тюрьма                    | Con Air                           | Дональд                         |
| 1997      | ф  | Бэтмен и Робин                      | Batman & Robin                    | Голам                           |
| 1999      | ф  | Зелёная миля                        | The Green Mile                    | Перси Уэтмор                    |
| 2000      | ф  | Шафт                                | Shaft                             | прохожий                        |
| 2000      | ф  | На живца                            | Bait                              | Бристол                         |
| 2001      | ф  | Я — Сэм                             | I Am Sam                          | Ифти                            |
| 2002      | ф  | Море Солтона                        | The Salton Sea                    | Гас Морган                      |
| 2002      | с  | Джон Доу                            | John Doe                          | Ленни Песко                     |
| 2002      | с  | C.S.I.: Место преступления          | CSI: Crime Scene Investigation    | Найджел Крейн                   |
| 2002      | ф  | Дом на Турецкой улице               | No Good Deed                      | Хуп                             |
| 2004      | с  | Закон и порядок: Специальный корпус | Law & Order: Special Victims Unit | Хамфри Бекер                    |
| 2004      | с  | C.S.I.: Место преступления Майами   | CSI: Miami                        | Дэйл Стахл                      |
| 2006—2007 | с  | Похищенный                          | Kidnapped                         | Джеймс Дэвир                    |
| 2007      | ф  | Мула                                | Moola                             | Джей Ти Монтгомери              |
| 2007—2009 | с  | Остаться в живых                    | Lost                              | Хорэс Гудспид                   |
| 2008      | ф  | Закопанные                          | The Burrowers                     | Генри Виктор                    |
| 2008      | ф  |                                     | Days of Wrath                     | Вадим                           |
| 2008      | ф  | Каратель: Территория войны          | Punisher: War Zone                | Луни Бин Джим                   |
| 2009      | ф  | Отправь их в ад, Мэлоун!            | Give 'em Hell, Malone             | Спичка                          |
| 2010      | с  | 24 часа                             | 24                                | Дэврос                          |
| 2011      | с  | Обмани меня                         | Lie to Me                         | Лэйн Брэдли                     |
| 2015      | с  | C.S.I.: Бессмертие                  | CSI: Immortality                  | Далтон Беттон                   |
| 2018      | ки | Far Cry 5                           | Far Cry 5                         | федеральный маршал Кэмерон Бёрк |
| 2019      | с  | Я — зомби                           | iZombie                           | Хэл                             |

## Награды и номинации
- 1999 — номинация на премию «Awards Circuit Community Awards» в категории «Лучший актёрский ансамбль» («Зелёная миля»).
- 2000 — номинация на премию «Спутник» в категории «Лучший драматический актёр второго плана».
- 2000 — номинация на премию «Гильдии киноактёров США» в категории «Лучший актёрский состав в игровом кино».